# Margaridisa
Margaridisa is een geslacht van kevers uit de familie bladkevers (Chrysomelidae).
De wetenschappelijke naam van het geslacht werd in 1958 gepubliceerd door Bechyne.

## Soorten
- Margaridisa acalyphaea Bechyne, 1997
- Margaridisa buritiensis Bechyne & Springlova de Bechyne, 1978
- Margaridisa genalis Bechyne & Springlova de Bechyne, 1978
- Margaridisa hippuriphilina Bechyne & Springlova de Bechyne, 1978
- Margaridisa mera Bechyne & Springlova de Bechyne, 1978
- Margaridisa praesignata Bechyne, 1997